# Leorinț, Alba
Leorinț (în maghiară Lőrincréve, în germană Laurentzi) este un sat în comuna Rădești din județul Alba, Transilvania, România. Localitatea este situată între Teiuș și Aiud, pe partea stângă a râului Mureș, are în jur de 150 case. Populația este în majoritate maghiară. .

## Imagini

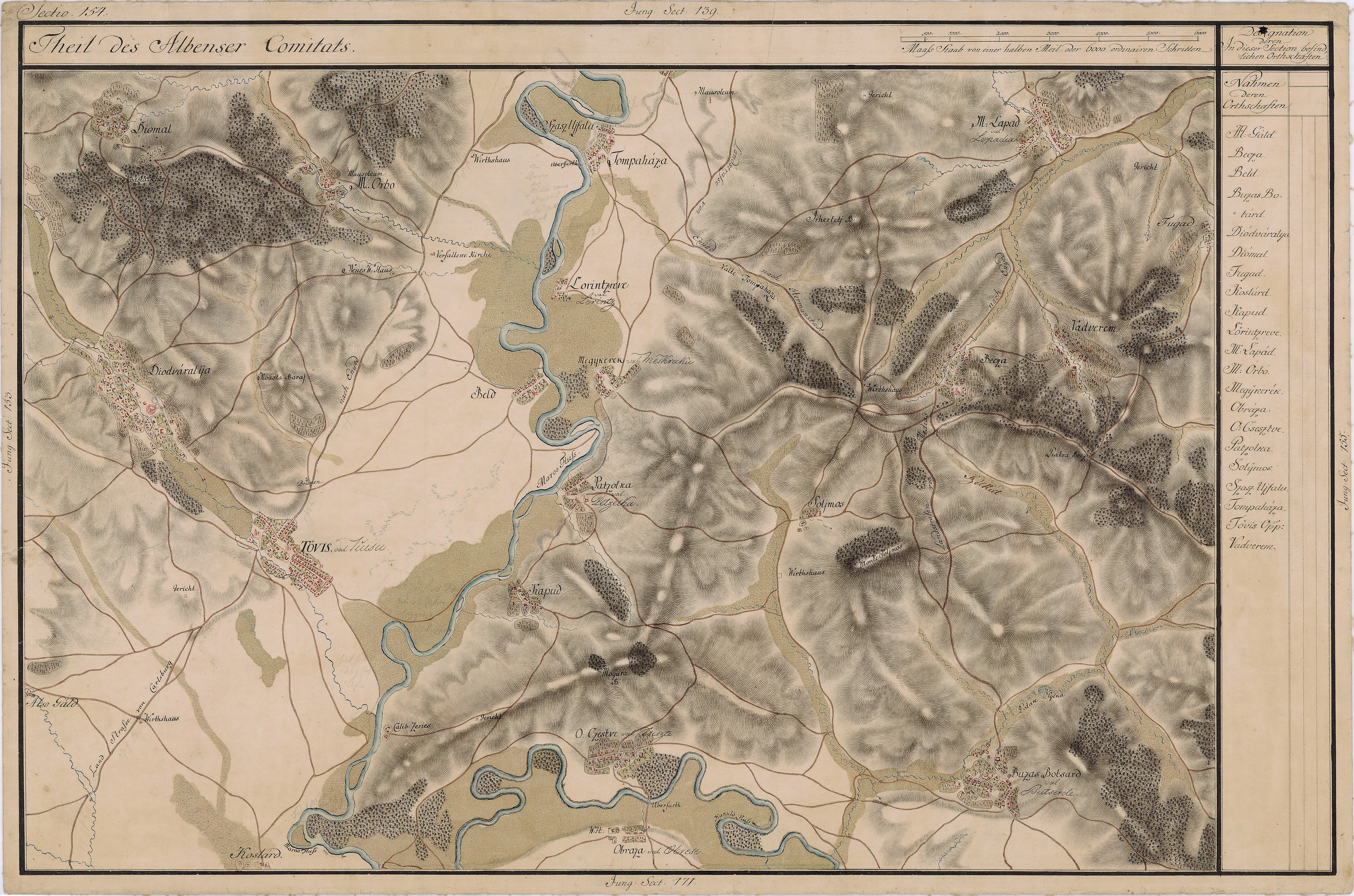
Leorinț în Harta Iosefină a Transilvaniei, 1769-73

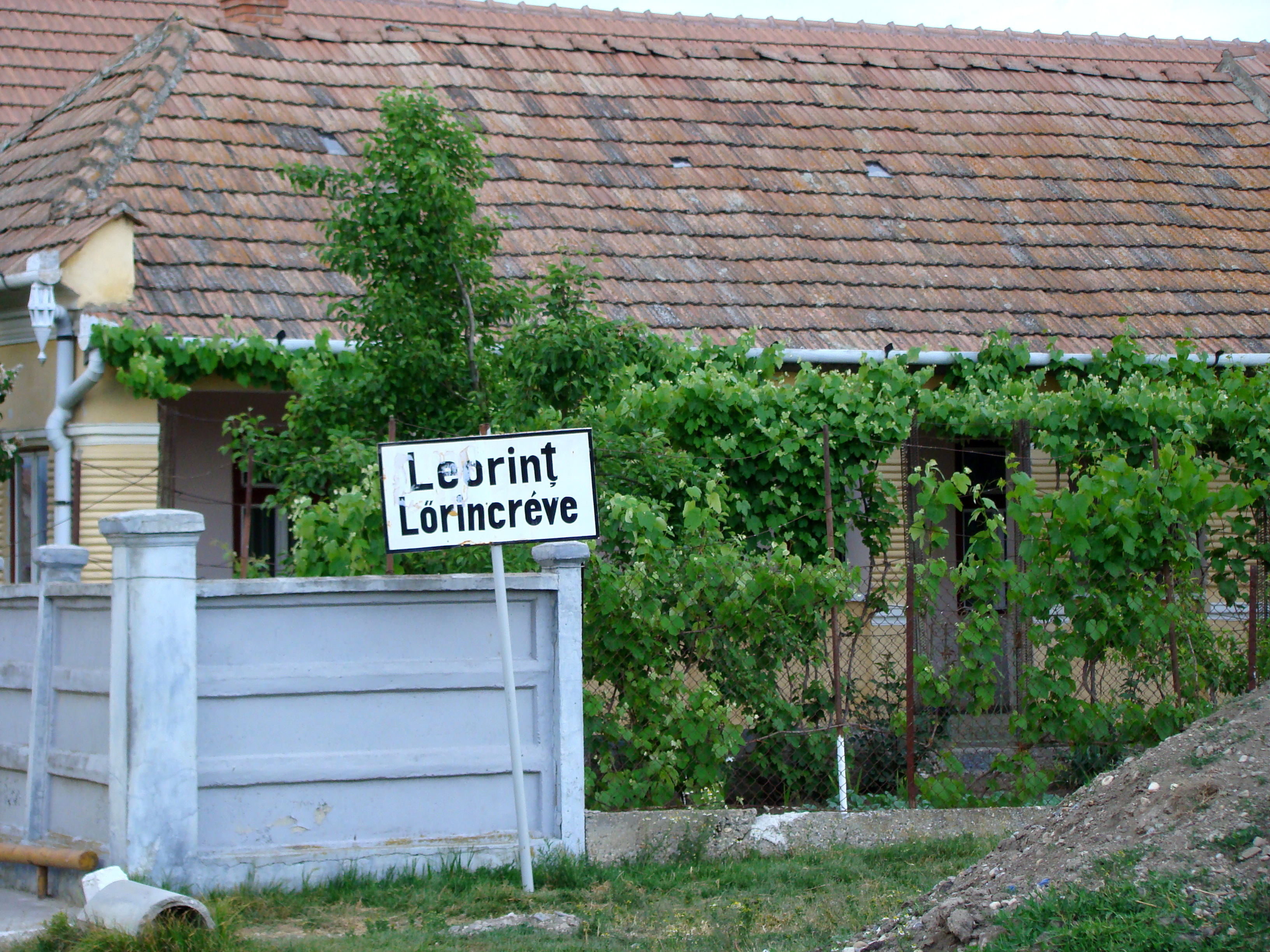
Intrarea în localitate
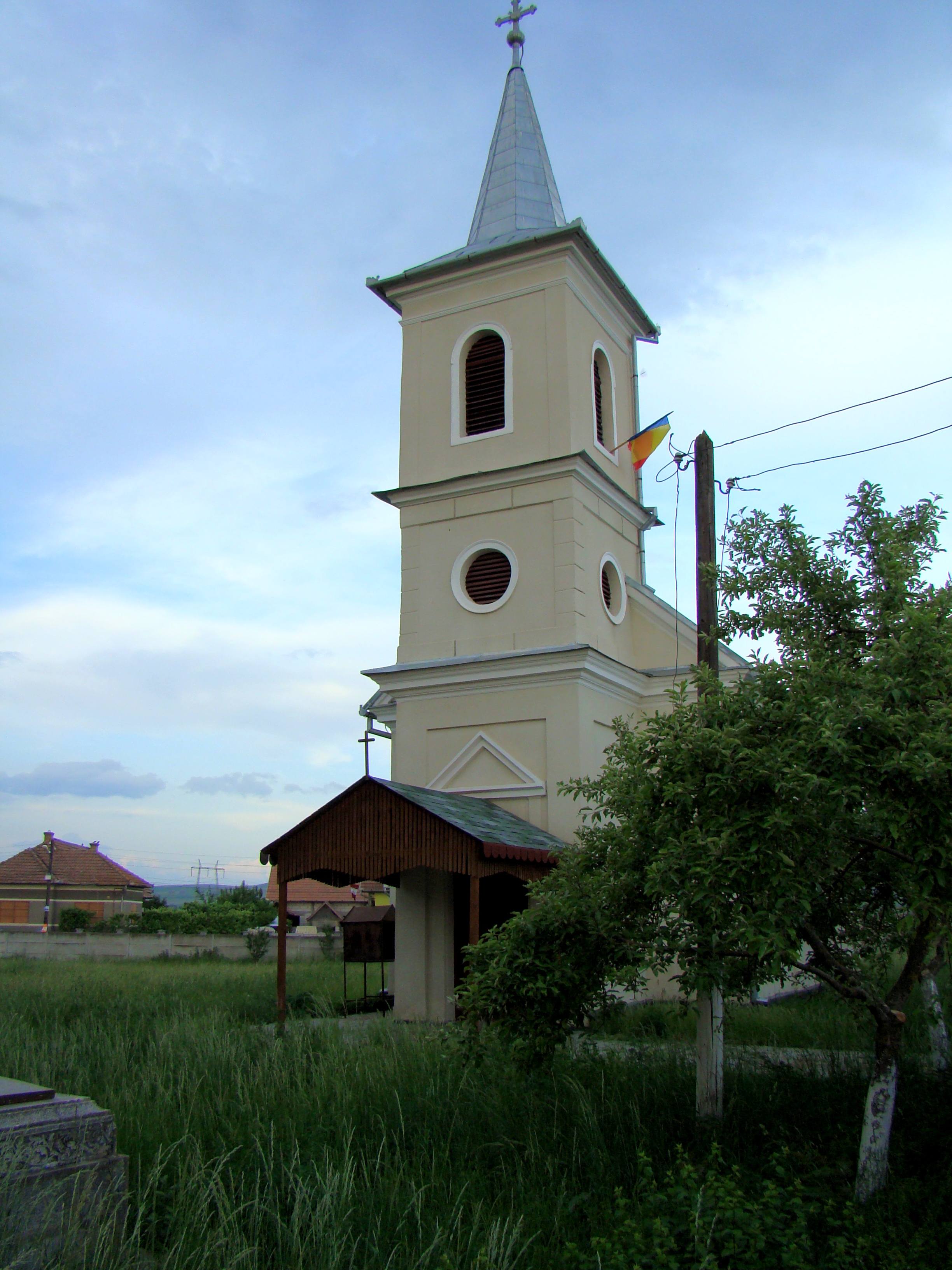
Biserica ortodoxă